# Haibach (Aschafemburgo)
Haibach é um município da Alemanha, localizado no distrito Aschafemburgo, no estado de Baviera.